# Heribert Raich
Heribert Raich (Obersdorf bij Bad Mitterndorf, 3 oktober 1939) is een Oostenrijks componist, dirigent, trompettist en muziekuitgever. Hij gebruikt de pseudoniemen: J. Asten, K. Auer, T. Berg en M. Ezl. 

## Levensloop
Raich ging op de muziekschool in Admont en Bad Aussee. Naast zijn vader speelde in de Musikverein Admont mee. Nadat hij tot de militaire dienst ingetogen werd, studeerde hij aan de militaire muziekacademie te Graz en werkte als trompettist mee in de Militärmusik des Militärkommandos Steiermark. In 1960 werd hij dirigent van harmonieorkesten in Bad Aussee (Musikkapelle Bad Aussee) en Altaussee (Salinenmusikkapelle Altaussee). In 1964 richtte hij in Altaussee een muziekuitgeverij op, waar hij naast zijn talrijke eigen werken ook werken van andere componisten publiceerd. 

## Composities

### Werken voor harmonieorkest
- 1966 In treuer Kameradschaft, mars
- 1966 Österreichischer Defiliermarsch
- 1966 Steirischer Flügelhornjodler, wals
- 1968 Adlerblick, mars
- 1969 Romantik in den Bergen, wals
- 1969 Trachtenfest
- 1969 Volkstümliches Intermezzo
- 1971 Alpenmarsch
- 1973 Kreuzfahrt, mars
- 1975 Treue
- 1976 Alpin-ouverture
- 1976 Parademarsch
- 1979 Jodler-selectie
- 1997 3 Tag gehma neama hoam
- 1997 Abendgruß, ländler
- 1997 Abendrot im Hochgebirge, ländler
- 1997 Aktuell, dixie-mars
- 1998 Allgaiermarsch
- 1999 Pusterwaldmarsch
- 2000 3 Tenöre, voor eufonium, bariton of tenorhoorn solo en harmonieorkest
- 2001 Akimarsch
- 2007 Abendlich, polka
- 2007 Alpenpostmarsch
- 2009 Adlibisolopolka, voor flugelhorn solo en harmonieorkest
- Abflug, mars
- Abmarsch
- Abschied, treurmuziek
- Ahoimarsch
- Alles Gute, mars
- Almberg
- Almjodler
- Almpolka
- Alpengruß, wals
- Alpenklang, polka voor 3 tenorhoorns solo en harmonieorkest
- Alpenländisches Ständchen
- Alpinmarsch
- Altausseer Klarinettenpolka
- Anmarsch
- Annemarie Rauch-Marsch
- Anton Wallner-Marsch
- Auerhahn-Schottisch
- Auf lustiger Fahrt
- Aufham-Marsch
- Aufspielmarsch
- Ausseer-Lebkuchenpolka
- Ausseerland-Fanfare
- Austria Berlin-Marsch
- Austrian-American-March
- Autozulieferer-Marsch
- Bass-Spiele, polka voor tuba solo en harmonieorkest
- Basserzählung, polka
- Bassistengruß, voor tuba solo en harmonieorkest
- Bassländler, voor tuba solo en harmonieorkest
- Bayernmarsch
- Bayrische Trompetenpolka
- Bayrischer Sololändler, voor flugelhorn en harmonieorkest
- Begrüßungsfanfare
- Begrüßungsmarsch
- Beguine-Dancing
- Benjamin Raich-Marsch
- Bergfest
- Bergfrühling
- Bergkristall
- Berglandwalzer
- Bergluftpolka
- Bergparade-Marsch
- Bergpolka
- Bergstadtmarsch
- Bezirksjubiläum
- Bezirksmarsch
- Bichlhofpolka
- Bierwalzer
- Birkhahnwalzer
- Blaa-Alm-Marsch
- Blasmusikklänge-Marsch
- Blaulicht Marsch
- Blühendes Bayern
- Blütenzauber
- Bläserklangmarsch
- Bogenschützenmarsch
- Bowhunter-Fanfare
- Brautpaarmarsch
- Bravourpolka
- Brillantpolka
- Burgenland grüßt Wien

- Ceskatenöre
- Charismaständchen
- Chiemseepolka
- Cobenzlmarsch
- Cocktail-Beguine
- Comeback-Marsch
- Concertbeguine
- Dachsteinfanfare
- Dachsteinkönig
- Dachstein Welterbe-Marsch
- Dankpolka
- Defiliermarsch
- Donauland
- Donner Hans-Marsch
- Dravankapolka
- Dreierländler
- Dreiklangpolka
- Drillingswalzer
- Duettpolka
- Durpolka
- Ehrenmarsch
- Einkehrländler
- Einzugsklänge
- Eiskristallmarsch
- Entschlafen, treurmars
- ErnestGrünpolka
- Euch zu Ehren
- Europasterne
- Exekutivmarsch
- Festliche Fanfare
- Festliche Polka
- Festmarsch
- Festpolka
- Festtagmarsch
- Fichtenschottisch
- Fischermarsch
- Fliegerhymne
- Fliegerparade
- Floralemarsch
- Flugfreudemarsch
- Flugshow
- Flyingpolka
- Flüssejodler
- Freilandwalzer
- Freundlicher Gruß
- Frisch vermählt
- Frohsinnpolka
- Fröhlicher Walzer
- Fröhlichmarsch
- Fuchswirtpolka
- Fulminantmarsch
- Fußballmarsch
- Für Herz und Gemüt
- Gadymarktpolka
- Geburtstagsmarsch
- Gemütliche Mazurka
- Gipfelwindpolka
- Glantalmarsch
- Glückauf-Marsch
- Gratulation
- Grimming Klarinettenländler
- Grimmingmarsch
- Grundlseer Klarinettenpolka
- Gruß aus dem Ausseerland
- Grußpolka
- Gscheit Feiern-Marsch
- Gösserpolka
- Hackerbräu-Oktoberfestmarsch
- Hahnpfalz-Schottisch
- Halali
- Ham-Präzision-Marsch
- Handwerkspolka
- Hausruckmarsch
- Heimatlandpolka
- Heimatmarsch
- Hermann Schützenhöfer-Marsch
- Heroldmarsch
- Herzlich Willkommen
- Herzlichen Dank
- Hinteregger-Klarinettenländler
- Hochlandwalzer
- Hochzeitskonzert
- Holzstraßen-Marsch
- Hubschraubermarsch
- Hypomarsch
- Hüttenpolka
- Höhengalopp
- Iadaschottisch, voor klarinet en harmonieorkest

- IFS-Marsch
- Jasminpolka
- Jubelfest
- Jubelpolka
- Jubilierung
- Jubiläum
- Jubiläumsmusik
- Jugendpolka
- Junge Tenöre
- Jäger-Polka
- Jägerschottisch
- Kaffeesieder-Marsch
- Kaiservillamarsch
- Kameraden der Musik
- Kameradengruß
- Kameradenmarsch
- Katrinpolka
- Kirtagwalzer
- Klarinettenklänge
- Klarinettenwalzer
- Klarinettistenländler
- Klingende Trompeten, voor trompet en harmonieorkest
- Klingklangpolka
- Kompliment
- Konzertgalopp
- Korsomarsch
- Kristallpolka
- Kronenzeitung-Marsch
- Kurhausmarsch
- Kurstadtmarsch
- Kutschenintermezzo
- Der Königstrompeter, voor trompet en harmonieorkest
- Landesobmannmarsch
- Landpolka
- Lebewohl
- Lechnerpolka
- Leopold Schöggl-Marsch
- Leuchtfeuer
- Liesingtalmarsch
- Liezener Polka
- Lindenmazur
- Lipazzanermarsch
- Loryhofwalzer
- Loserhüttenpolka
- Losermarsch
- Lustigmarsch
- Makosmarsch
- Mariamazur
- Marketenderinnenmarsch
- MCV-Marsch
- Mit einer Prise Salz
- Mit Freude
- Mit Herz und Verstand
- Morgengruß-Marsch
- Musik verbindet
- Musikantenmarsch
- Musikfestmarsch
- Narrenmarsch
- Narzissenmarsch
- Neues Jahrtausend
- Neues Leben
- Nievenheim-Marsch
- Nordicpolka
- Nordpolmarsch
- Osterwitzmarsch
- Partnerschaftsmarsch
- Pflichtbewusst
- Planneralmländler
- Plannerseejodler
- Pollinger Musikantenmarsch
- Polterabendpolka
- Postmarsch
- Prietl-Mathimarsch
- Prostpolka
- Querfeldein
- Ramsau-WM-Marsch
- Rastedemarsch
- Rigips Marsch
- Rosenauer Galopp
- Rumelange Marsch
- Saarlandklänge-Marsch
- Salinen-Austria-Marsch
- Salzkristall
- Schiffermazur
- Schladminger Bier
- Schneepolka
- Schützenfest-Polka
- Schützengruß-Marsch

- Schützenklangmarsch
- Schöne Heimat
- Seeblickmarsch
- Seemarsch
- Seerosenländler
- Sevillawalzer
- Sepp'n Marsch
- Signalmarsch
- Skiflugmarsch
- Solistenglück
- Solistenländler
- Sologruß
- Solozauber
- Sonnenaufgang
- Spielbergmarsch
- Sportmarsch
- Stabführermarsch
- Stadtfestmarsch
- Stahler Marsch
- Standardmarsch
- Start frei
- Steirerbratlmarsch
- Steirische Schnellpolka
- Steirisches Herz
- Stiegenpolka
- Stimmungsmarsch
- Stoanimarsch
- Stubaimarsch
- Talpolka
- Tanzpolka
- Tarantella Brillante
- Tauplitzmarsch
- Teampolka
- Tenorfreunde
- Tenorgrußpolka
- Tenorpolka
- Tenorzauber
- Terzpolka
- Tiefe Töne
- Tischlermarsch
- Totenehre, treurmuziek
- Traunseemarsch
- Traunspiegelpolka
- Treu zur Musik
- Triolenpolka
- Trompeteneile
- Trompetenfest-Dixie
- Trompetengruß
- Trompetentreffen
- Trompetenzauber
- Trompetenzug
- Trompeter-Show
- Trompetergala
- Trompetissiomo
- Trumpetfleur
- Trumpetlive
- Trumpetsplay
- Tubapolka
- Tubatöne
- Turbulent
- Türlwandpolka
- Urlaub im Salzkammergut
- Urtypmarsch
- Vergnügt
- Vertrauen
- Viezfestmarsch
- Volksbankmarsch
- Vormarsch
- Waidmannsgrüße
- Waldpolka
- Wehmut
- Weigoldmarsch
- Weinlandmarsch
- Weltmeistermarsch
- Wetterpolka
- Weyermüllermarsch
- Wiesenwalzer
- Wildalmpolka
- Wildenseer-Tenorländler
- Willkommensgruß-Marsch
- Winzermarsch
- Wolfgangseewalzer
- Würdigungsmarsch
- Zirknitzmarsch
- Zum Geburtstag
- Zweitanzländler